# Chromadora palmensis
Chromadora palmensis is een rondwormensoort uit de familie van de Chromadoridae. De wetenschappelijke naam van de soort is voor het eerst geldig gepubliceerd in 1881 door Pagenstecher.